# Henry Kisekka
Henry Kisekka (Kampala, 31 agosto 1989) è un calciatore ugandese, attaccante del Real Kashmir.

## Carriera

### Club
Ha giocato nella massima serie vietnamita ed in quella indiana.

### Nazionale
Tra il 2010 e il 2013 ha giocato quattro partite con la nazionale ugandese, realizzandovi anche due reti.

## Statistiche

### Cronologia presenze e reti in nazionale
| Cronologia completa delle presenze e delle reti in nazionale ― Saint Kitts e Nevis | Cronologia completa delle presenze e delle reti in nazionale ― Saint Kitts e Nevis | Cronologia completa delle presenze e delle reti in nazionale ― Saint Kitts e Nevis | Cronologia completa delle presenze e delle reti in nazionale ― Saint Kitts e Nevis | Cronologia completa delle presenze e delle reti in nazionale ― Saint Kitts e Nevis | Cronologia completa delle presenze e delle reti in nazionale ― Saint Kitts e Nevis | Cronologia completa delle presenze e delle reti in nazionale ― Saint Kitts e Nevis | Cronologia completa delle presenze e delle reti in nazionale ― Saint Kitts e Nevis |
| Data                                                                               | Città                                                                              | In casa                                                                            | Risultato                                                                          | Ospiti                                                                             | Competizione                                                                       | Reti                                                                               | Note                                                                               |
| ---------------------------------------------------------------------------------- | ---------------------------------------------------------------------------------- | ---------------------------------------------------------------------------------- | ---------------------------------------------------------------------------------- | ---------------------------------------------------------------------------------- | ---------------------------------------------------------------------------------- | ---------------------------------------------------------------------------------- | ---------------------------------------------------------------------------------- |
| 29-11-2010                                                                         | Dar es Salaam                                                                      | Etiopia                                                                            | 1 – 2                                                                              | Uganda                                                                             | CECAFA Cup 2010                                                                    | 1                                                                                  | 64’                                                                                |
| 2-12-2010                                                                          | Dar es Salaam                                                                      | Malawi                                                                             | 1 – 1                                                                              | Uganda                                                                             | CECAFA Cup 2010                                                                    | -                                                                                  | ?’                                                                                 |
| 12-12-2010                                                                         | Dar es Salaam                                                                      | Etiopia                                                                            | 3 – 4                                                                              | Uganda                                                                             | CECAFA Cup 2010                                                                    | 1                                                                                  |                                                                                    |
| 1-6-2013                                                                           | Tripoli                                                                            | Libia                                                                              | 3 – 0                                                                              | Uganda                                                                             | Amichevole                                                                         | -                                                                                  | 46’                                                                                |
| Totale                                                                             |                                                                                    | Presenze                                                                           | 4                                                                                  |                                                                                    | Reti                                                                               | 2                                                                                  |                                                                                    |